# りそなホールディングス
株式会社りそなホールディングス（英: Resona Holdings, Inc.）はりそな銀行、埼玉りそな銀行等を傘下に置く金融持株会社。金融グループの名称は「りそなグループ」。大阪府大阪市中央区と、東京都江東区（登記上の本店・本社所在地）に本社を置く。
日経平均株価およびTOPIX Large70、JPX日経インデックス400の構成銘柄の一つ。

## 概説
2001年12月に大和銀行、近畿大阪銀行、奈良銀行の共同金融持株会社である株式会社大和銀ホールディングス（だいわぎんホールディングス）として発足した。2002年3月にはあさひ銀行も合流し、同年4月からはグループ名を「りそなグループ」に改めた。また同年10月には、商号を大和銀ホールディングスから、現在の株式会社りそなホールディングスに変更した。2003年3月には、傘下の大和銀行とあさひ銀行を、現在のりそな銀行と埼玉りそな銀行にそれぞれ再編した。
その後、2003年3月期決算をめぐり、前身行からの不良債権処理の高止まりから繰延税金資産の組み入れ期間を巡り朝日監査法人と新日本監査法人間で意見が対立し、朝日監査法人が脱退した。新日本監査法人は当初5年分としていたが直近3年分しか認めない意見表明を5月17日に行った事に伴い、りそな銀行は過小資本となり自己資本比率が国内業務行の下限である4%を割り込む水準と見込まれた。このため同日、同行単体で預金保険法102条に基づく1号措置（当時の予防的注入）を内閣に申請し、金融危機対応会議議長の小泉純一郎内閣総理大臣によって認定された。同年6月に同行は預金保険機構（金融危機特別勘定枠）を引受先とする1兆9600億円分の優先株式・普通株式の発行を行い、実質国有化された。この資本注入は持株会社ではなく、その子会社であるりそな銀行に対して行われたため、埼玉りそな銀行・近畿大阪銀行・奈良銀行については適用範囲外であったが、同年8月にりそな銀行親会社であるりそなホールディングスとの間で株式交換が行われ、ホールディングス傘下の銀行も事実上国有化された。
公的資金注入後は、全社員の給与3割カットや採用の抑制などのリストラに努めたことや、個人および中小企業取引に対し経営資源を集中させた方針が奏功し、一定の収益の確保に成功した。その後は、内部留保を積み増した上で段階的に預金保険機構保有株の償却を図り、公的資金の早期の返済に目処をつけ、2015年6月に完済した。公的資金完済を受け成長投資を積極化している。また、新グループブランドスローガンとして「想いをつなぐ、未来を形に。」を制定した。さらに、15年10月から原則として時間外勤務をしない正社員と業務範囲を限定した正社員からなる人事制度として「スマート社員」と呼ばれる職種を導入した。

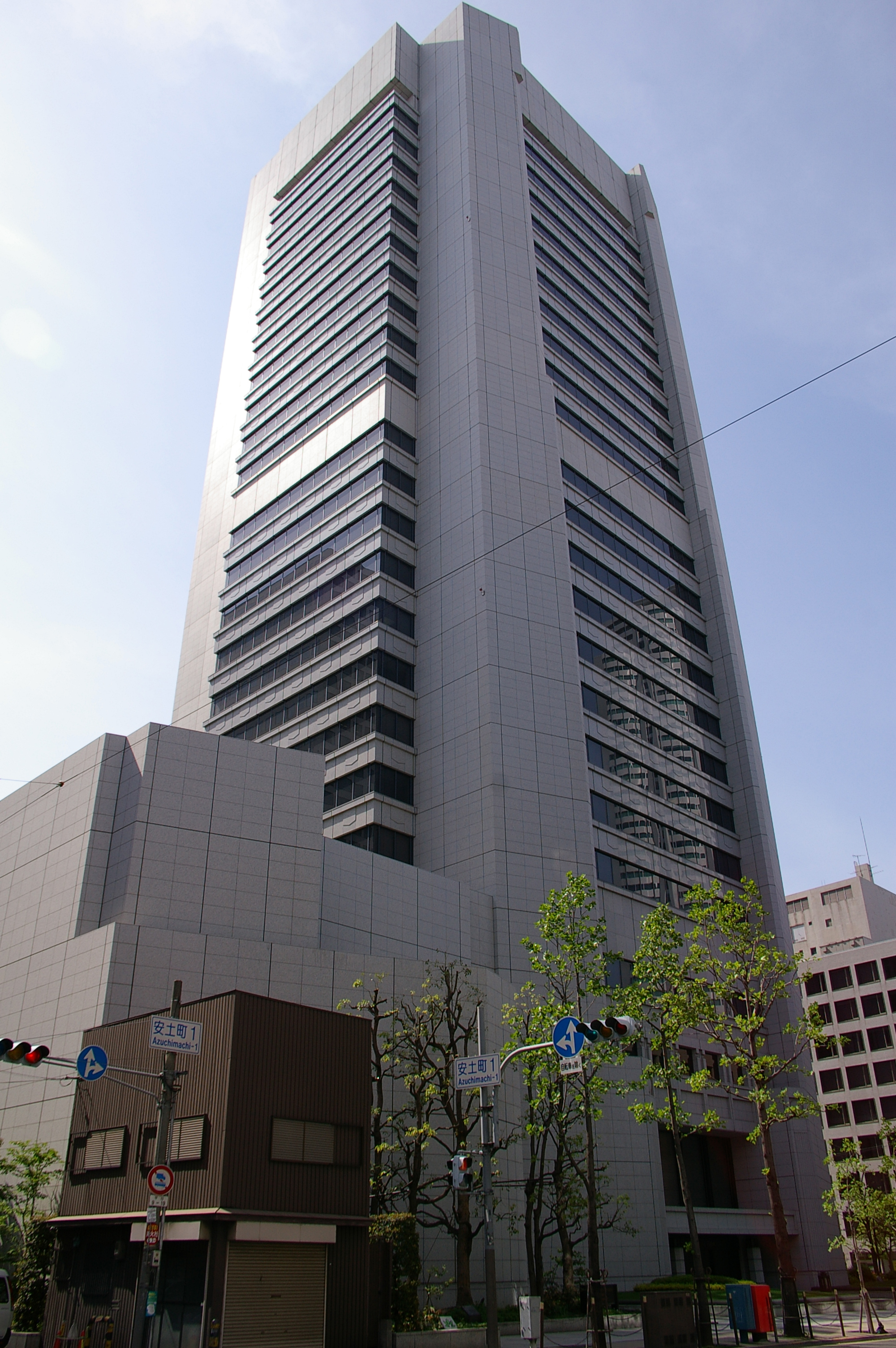
りそなHD大阪本社・りそな銀行（旧大和銀行）本店・大阪営業部・関西みらい銀行本社本店 大阪市中央区
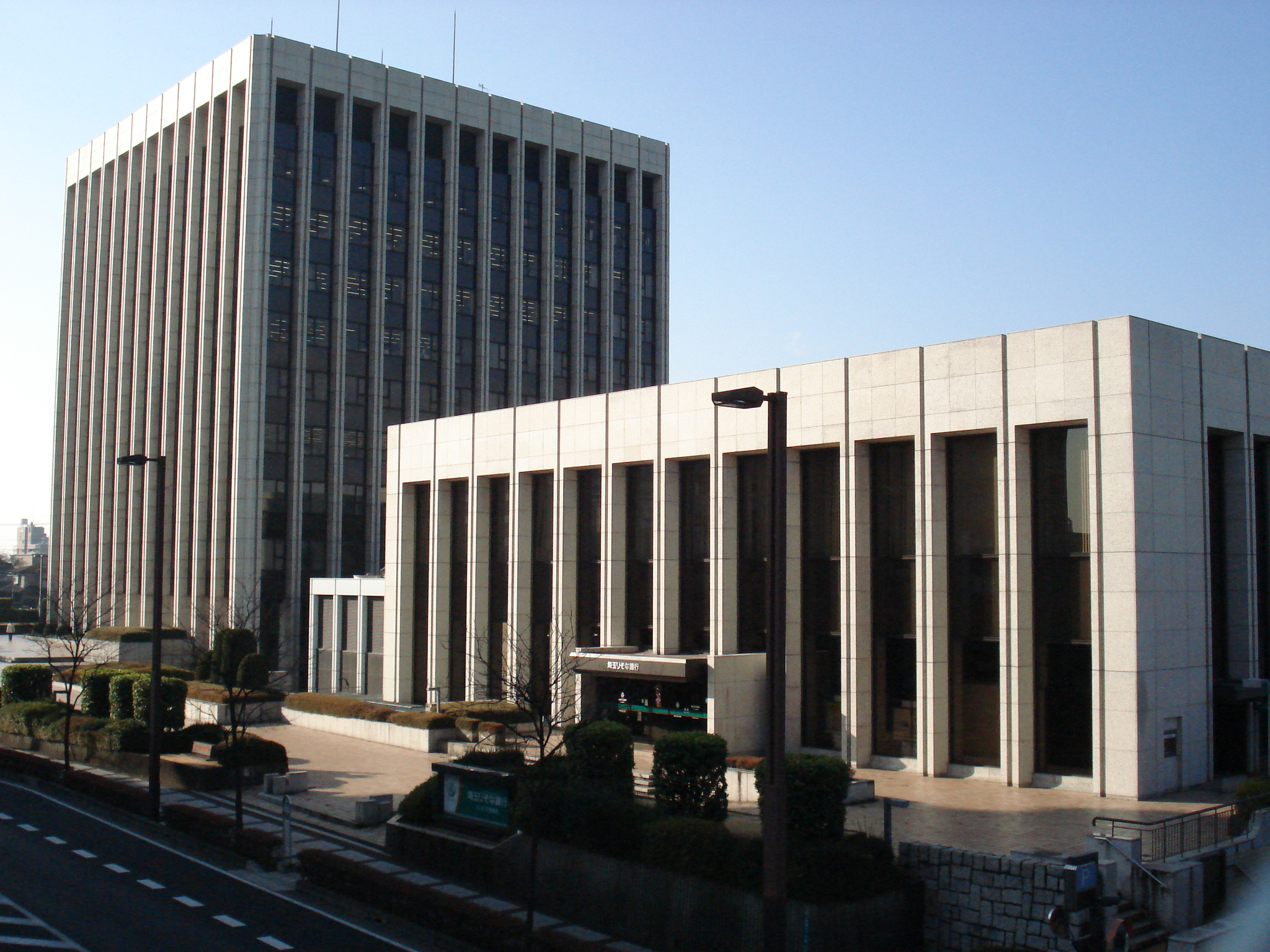
埼玉りそな銀行本部棟（左奥）・さいたま営業部（右手前） さいたま市浦和区
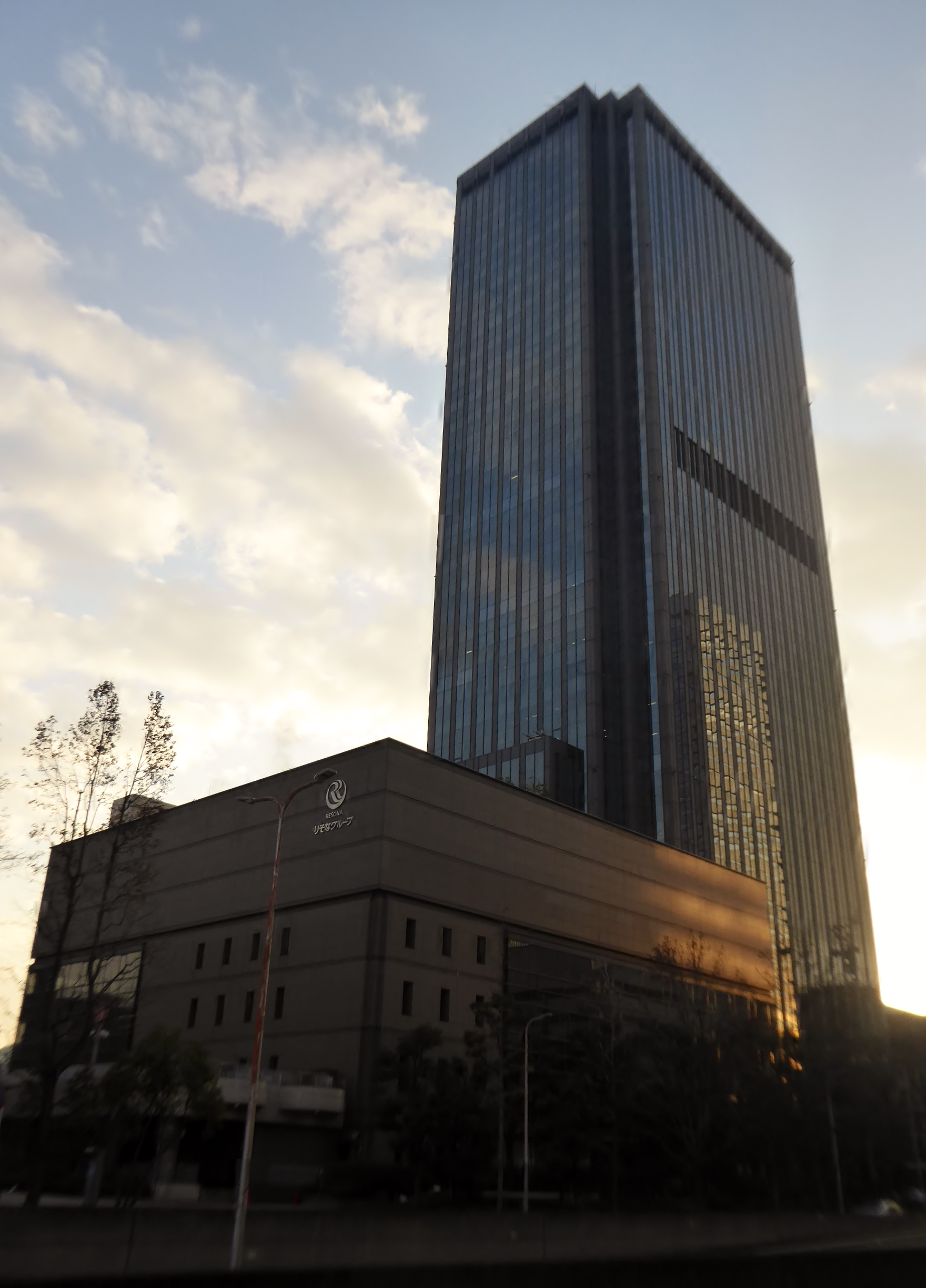
りそなグループOBPオフィスビル・関西みらい銀行OBPオフィスビル出張所の置くOBPキャッスルタワー（2016年5月16日まで、関西みらい銀行の本店営業部） 大阪市中央区

## 歴史
参照：
- 2001年（平成13年）12月12日 - 大和銀行（現：りそな銀行）、近畿大阪銀行（現：関西みらい銀行）、奈良銀行（現：りそな銀行）の3銀行共同株式移転により、株式会社大和銀ホールディングスとして設立。
- 2002年（平成14年）2月25日 - 連結子会社の大和銀行より、大和銀信託銀行（後のりそな信託銀行）の全株式を取得。
- 2002年（平成14年）3月1日 - あさひ銀行（現：りそな銀行）を株式交換により、完全子会社化。
- 2002年（平成14年）3月20日 - 連結子会社の大和銀信託銀行の保有分株式の一部を国内金融機関12社と、フランス最大の総合金融サービスのCredit Agricole S.A.に売却。
- 2002年（平成14年）6月18日 - あさひ信託銀行株式会社（同年10月1日付で株式会社大和銀行へ合併し解散）の全株式を株式会社あさひ銀行から取得し、同社を完全子会社とする。
- 2002年（平成14年）8月27日 - りそなHDの全額出資により、埼玉りそな銀行を設立。
- 2002年（平成14年）10月1日 - 株式会社りそなホールディングスに商号変更。
- 2003年（平成15年）7月1日 - 預金保険機構がりそな銀行の新株を引受け。
- 2003年（平成15年）8月7日 - 株式交換により、りそな銀行を再び完全子会社化。これに伴い、預金保険機構がりそなHDの議決権の過半数を有する。
- 2010年（平成22年）5月6日 - 東京本社をりそな・マルハビルより、深川ギャザリア W2（江東区木場一丁目）に移転。
- 2013年（平成25年）7月1日 - 新たなコミュニケーションブランドを制定し、ネコをモチーフにしたマスコット「りそにゃ」を導入[14]。
- 2015年（平成27年）6月25日 - 公的資金の完済を発表。
- 2015年（平成27年）12月1日 - 近畿大阪銀行の本部機構と、登記上の本店をりそな銀行本店ビルに移転。
- 2016年（平成28年）5月16日 - 近畿大阪銀行の本店営業部を、大阪市中央区南本町に移転（これに先立ち、同地に所在する近畿大阪銀行船場支店は閉店）。
- 2017年（平成29年）11月14日 - 関西みらいフィナンシャルグループ（KMFG）を設立。
- 2017年（平成29年）12月7日 - 近畿大阪銀行の全株式をKMFGに譲渡[15]。
- 2018年（平成30年）3月15日 - 第一生命保険が引き受けていた第5種優先株式の取得及び消却を実施[16]。同優先株式は2015年6月に公的資金を完済するために発行したもので、当該優先株式の消却により、りそなホールディングスが発行する優先株式はすべて消却され、最大3兆4337億円（利息等も含めた時価ベース）にのぼった公的資金を名実ともに完済した[16]。
- 2018年（平成30年）3月28日 - 持分法適用会社である日本トラスティ・サービス信託銀行が資産管理サービス信託銀行と経営統合することに合意したことを公表[17]。なお、これによるりそなホールディングスの連結業績に与える影響が軽微であることも開示されている[18]。
- 2018年（平成30年）4月1日 - 子会社のKMFGの経営統合が完了（KMFGは東証第一部市場に新規上場）[19][20][21]。
- 2021年（令和3年）4月1日 - KMFGを完全子会社化。
- 2024年  (令和6年)   4月1日 - KMFGを吸収合併、傘下2行を完全子会社化[22]。
- 2024年  (令和6年)   10月1日 - NTTデータソフィアの出資比率を、15%から30%に変更[23]。

### 歴代社長
| 代数  | 氏名     | 在任期間               | 出身校                 | 出身行   |
| ----- | -------- | ---------------------- | ---------------------- | -------- |
| 初代  | 勝田泰久 | 2001年12月 - 2003年5月 | 早稲田大学第一法学部   | 大和銀行 |
| 第2代 | 川田憲治 | 2003年5月 - 2006年6月  | 早稲田大学商学部       | 埼玉銀行 |
| 第3代 | 水田廣行 | 2006年6月 - 2007年6月  | 東京大学文学部         | 協和銀行 |
| 第4代 | 檜垣誠司 | 2007年6月 - 2013年4月  | 早稲田大学政治経済学部 | 大和銀行 |
| 第5代 | 東和浩   | 2013年4月 - 2020年4月  | 上智大学経済学部       | 埼玉銀行 |
| 第6代 | 南昌宏   | 2020年4月 - 現職       | 関西学院大学商学部     | 埼玉銀行 |

## 会社の現況（2021年3月31日現在）
株式の状況
- 発行可能普通株式総数 - 6,000,000千株
- 発行可能優先株 - 20,000千株
  - うち第一回第7種優先株 - 10,000千株
  - うち第二回第7種優先株 - 10,000千株
  - うち第三回第7種優先株 - 10,000千株
  - うち第四回第7種優先株 - 10,000千株
  - うち第一回第8種優先株 - 10,000千株
  - うち第二回第8種優先株 - 10,000千株
  - うち第三回第8種優先株 - 10,000千株
  - うち第四回第8種優先株 - 10,000千株
    - 第一回ないし第四回第7種及び第8種優先株の発行可能株式総数は併せて、10,000千株を超えないものとする
- 発行済株式総数 - 2,302,829千株
  - 株数は、千株未満を切り捨てて表示
- 株主数 - 278,877(うち、単元未満株 - 33,787名)

大株主（上位10名）
上記テンプレートを参照。
重要な親会社及び子会社等の状況
- 親会社の状況
  - 該当なし

子会社等の状況
| 株主名                             | 所在地           | 業務内容                                            | 資本金（百万円）                         | 議決権比率(%)  |
| ---------------------------------- | ---------------- | --------------------------------------------------- | ---------------------------------------- | -------------- |
| 株式会社りそな銀行                 | 大阪市中央区     | 信託及び銀行業務                                    | 279,928                                  | 100.00         |
| 株式会社埼玉りそな銀行             | さいたま市浦和区 | 銀行業務                                            | 70,000                                   | 100.00         |
| 株式会社関西みらい銀行             | 大阪市中央区     | 銀行業務                                            | 38,971                                   | 100.00         |
| みなと銀行                         | 神戸市中央区     | 銀行業務                                            | 39,984                                   | 100.00         |
| りそな保証株式会社                 | さいたま市浦和区 | 信用保証業務                                        | 14,000                                   | 100.00         |
| りそな決済サービス株式会社         | 東京都江東区     | ファクタリング業務                                  | 1,000                                    | 100.00         |
| りそなカード株式会社               | 東京都江東区     | クレジットカード及び 信用保証業務                   | 1,000                                    | 77.58          |
| りそなキャピタル株式会社           | 東京都江東区     | ペンチャーキャピタル業務                            | 5,049                                    | 100.00         |
| りそなアセットマネジメント株式会社 | 東京都江東区     | 投資運用・投資助言及び代理業務                      | 1,000                                    | 100.00         |
| りそな総合研究所株式会社           | 大阪市中央区     | コンサル業務                                        | 100                                      | 100.00         |
| りそなビジネスサービス株式会社     | 東京都江東区     | 事務等受託及び有料職業紹介業務                      | 60                                       | 100.00         |
| りそな企業投資株式会社             | 東京都江東区     | 投資事業組合財産の管理運営                          | 100                                      | 100.00         |
| りそなプルダニア銀行               | インドネシア     | 銀行業務                                            | 4,050インドネシアルピア (3,118百万円)    | 48.43(48.43)   |
| りそなマーチャントバンクアジア     | シンガポール     | ファイナンス及びM&A業務                             | 194,845千シンガポールドル (16,016百万円) | 100.00(100.00) |
| 株式会社日本カストディ銀行         | 東京都中央区     | 有価証券管理業務資産管理に係る信託業務 及び銀行業務 | 51,000                                   | 16.66(16.66)   |
| 首都圏リース株式会社               | 東京都千代田区   | 総合リース業                                        | 3,300                                    | 20.25          |
| ディー・エフ・エル・リース株式会社 | 大阪市中央区     | 総合リース業                                        | 3,700                                    | 20.00          |
| NTTデータ・ソフィア株式会社        | 東京都目黒区     | 情報処理サービス業務                                | 80                                       | 30.00          |
| りそなデジタルアイ株式会社         | 大阪府豊中市     | 情報処理サービス業務                                | 100                                      | 49.00          |

- 議決権比率の()内の数字は、間接所有割合を示している。
- りそな企業投資株式会社は、2021年1月29日に設立
- 株式会社関西みらいFG（KMFG）は、2021年4月1日に当社を株式交換完全親会社、KMFGを株式交換完全子会社とする株式交換により、りそなHDの100%子会社となったが、2024年の同日付けでKMFGを吸収合併した。

企業集団の使用人数の状況
| 事業部門         | 使用人数(名) |
| ---------------- | ------------ |
| 銀行及び信託業務 | 19,587       |
| その他           | 721          |

- 使用人数には、就業者数を記載、海外の現地採用者を含み、臨時及び嘱託雇員は含まれていない

企業単体の使用人の状況
| 使用人数 | 平均年齢  | 平均勤続年数 | 平均給与月額 |
| -------- | --------- | ------------ | ------------ |
| 1,153    | 45年6ヶ月 | 16年11ヶ月   | 519千円      |

- 使用人は、全員、りそな・埼玉りそな・関西みらい他12社からの出向者である
- 使用人数・平均年齢・平均勤続年数・平均給与月額には、上記3行以外の会社からの出向者は含まれていない
- 平均勤続年数には、上記3行からの出向者の各社での勤続年数を通算している
- 平均給与月額は、3月中の残業代を含む平均給与月額で賞与は含まれていない

主要な借入先の状況
| 借入先             | 借入金残高(百万円) |
| ------------------ | ------------------ |
| 株式会社りそな銀行 | 959                |

企業集団の設備投資の状況
- 設備投資の総額

| 事業部門     | 設備投資総額(百万円) |
| ------------ | -------------------- |
| 銀行及び信託 | 37,454               |
| その他       | 534                  |

- 重要な設備の新設

| 事業部門 | 内容                                                     | 金額(百万円) |
| -------- | -------------------------------------------------------- | ------------ |
| 銀行     | ソフトウェア等の導入・更改                               | 19,018       |
| 銀行     | 本部施設等の更新・改修(りそな銀行システムセンター他)     | 2,582        |
| 銀行     | 店舗の新築等(関西みらい銀行放出支店他)                   | 1,080        |
| 銀行     | 店舗・本部施設等の売却(関西みらい銀行旧四条大宮プラザ他) | －           |

- 記載金額は、単位未満を切り捨てて表示

## ブランディング

りそなグループのロゴ

「りそな」の商標は、ラテン語の「Resona（＝共鳴せよ、響きわたれ：動詞 Resono の二人称単数命令法現在形）」から取られており、「お客さまの声に耳を傾け、共鳴し、響き合いながら、お客さまとの間に揺るぎない絆を築いていこう」という意図が込められている。
シンボルマークは、2つのRをモチーフとしており、「りそな（Resona）」と「地域（Regional）」が共鳴し合う様子を表現し、全体を囲む正円は「安心感」「信頼感」を表現している。
また、コーポレートカラーはグリーンとオレンジで、グリーンは「やさしさ」「透明」などを、オレンジは「親しみやすさ」「暖かさ」などを表している。

## 地銀再編とりそなグループ
2000年ごろ、小泉政権下において、道州制導入が検討されていたことにあわせて、各都道府県に存在する地方銀行を合併させ広域地銀を作るという議論が銀行業界で行われていた。そのような中で、旧大和銀行が、近畿大阪銀行の前身にあたる旧近畿銀行と旧大阪銀行の統合と、及び大和銀行グループの完全子会社化やなみはや銀行の営業譲受を受け、関西金融界の安定のための努力を目的とした大阪府下におけるリテール業務の推進とスーパーリージョナルバンク構想の実現に向けた経営がなされていた。この構想は大和銀行グループの後身であるりそなホールディングスにも引き継がれ「スーパーリージョナルバンクの創造」と称して、「地域金融機関の連合体」という新しいビジネスモデルを確立することを企図するまでに至った。その一環として、例えば2003年には、「スーパー・リージョナル・バンクの創造を通じて、皆さまに「りそな」ならではの価値を伝えていきたいと考えています。」とするトップメッセージを当時取締役社長であった勝田泰久名義で公表している。その中では、まず埼玉県でのスーパーリージョナルバンク設立を目的に埼玉りそな銀行を設立の準備がなされていることが明記されているほか、近畿大阪銀行や奈良銀行とりそな銀行の関西地区の店舗を再編し大阪りそな銀行、奈良りそな銀行を設立する予定であることが謳われていた。更に、現在グループ傘下ではない地域金融機関も積極的に傘下に収めていくことで、スーパーリージョナルバンクの創造が完成するとされた。その後、りそなショックの影響でりそなグループに他行と経営統合する余力がなくなった事、及びそもそも道州制導入の議論が立ち消えになったため、スーパーリージョナルバンク構想自体が一度は立ち消えになったため、しばらくは議論さえなされなくなった どころか、傘下の近畿大阪銀行を他の地方銀行へ売却する交渉を複数回にわたり複数行に対して行うなど、業務効率化を中心とする緊縮路線にシフトした。
しかし、2014年に、安倍政権において策定された成長戦略に、「日本版スーパーリージョナルバンク」構想の実現が盛り込まれ、また、当社グループも公的資金完済への道筋が見えてきたことから再度スーパーリージョナルバンク路線へ軌道修正をする。なお、この構想を持ち込んだのは自民党の金融族議員であるが、それ以前から金融庁では地銀再編が模索されてきており、この構想の中核に位置付けられているのが、りそなホールディングスであるとする報道がある。
2015年には栃木県に本店を置く足利銀行の親法人に当たる足利ホールディングスに対して、経営統合を非公式に打診した。打診した理由としては、りそなホールディングス傘下の埼玉りそな銀行と足利銀行の営業エリアが隣接していることから統合による効果が大きく期待できたことによる。しかし、結局打診先の足利ホールディングスが常陽銀行と経営統合し、めぶきフィナンシャルグループとなることを選んだため、経営統合には至らなかった。

### 関西みらいフィナンシャルグループの創設
そのような中、2017年2月20日、中間持株会社にぶら下がる形で、完全子会社の近畿大阪銀行及び三井住友フィナンシャルグループの関西アーバン銀行とみなと銀行の3行を統合することを検討していると報道がなされた。さらに2017年2月25日、日本経済新聞において、「三井住友フィナンシャルグループとりそなホールディングスは系列の関西の地銀3行を来春に経営統合することで大筋合意した。」とする記事が掲載された。

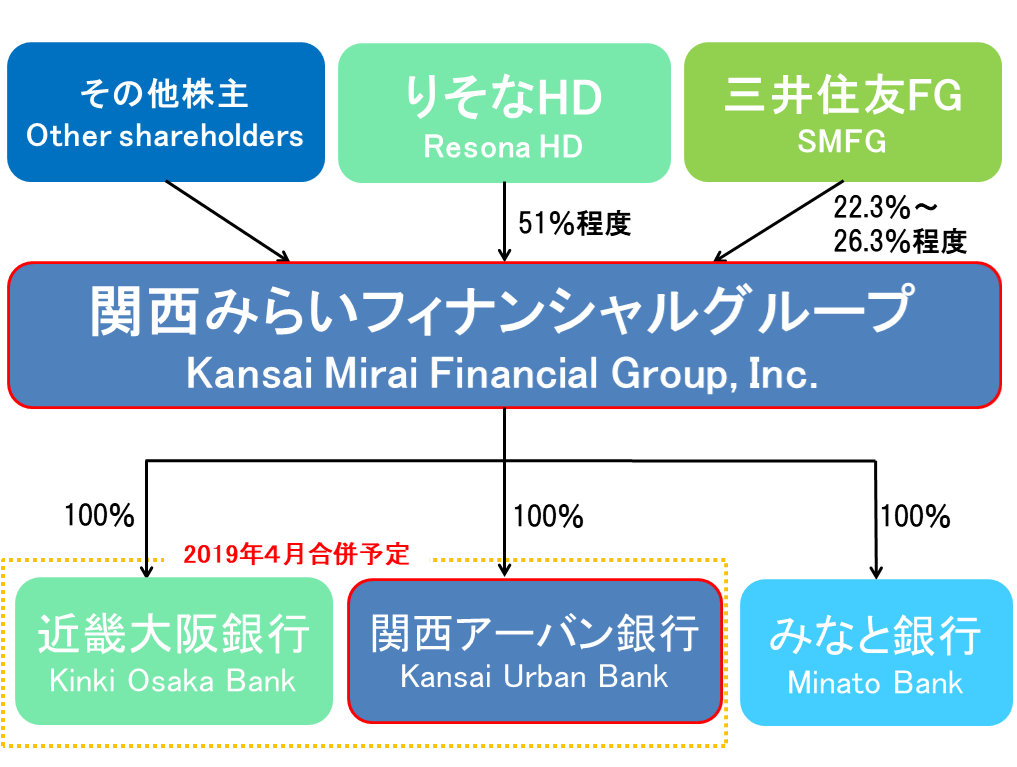
関西みらいフィナンシャルグループの出資構成（2018年4月時点）

2017年3月3日、りそなホールディングス、三井住友フィナンシャルグループ、近畿大阪銀行、関西アーバン銀行及びみなと銀行は、近畿大阪銀行、関西アーバン銀行及びみなと銀行の経営統合に関し基本合意に至ったことを発表した。りそなホールディングスの完全子会社である近畿大阪銀行と、関西アーバン銀行及びみなと銀行の三井住友フィナンシャルグループ傘下の2行がぶら下がる形で新たな金融持株会社をつくる。金融持株会社は、りそなホールディングスの連結子会社となり、三井住友フィナンシャルグループの持分法適用会社となる。なお統合後は、総資産が単純合算で11兆5000億円とコンコルディア・フィナンシャルグループ（19兆円）やふくおかフィナンシャルグループ（18兆円）などにつぐ、国内トップクラスの地銀となり、京都銀行を抜き関西地方最大手の地銀となる。

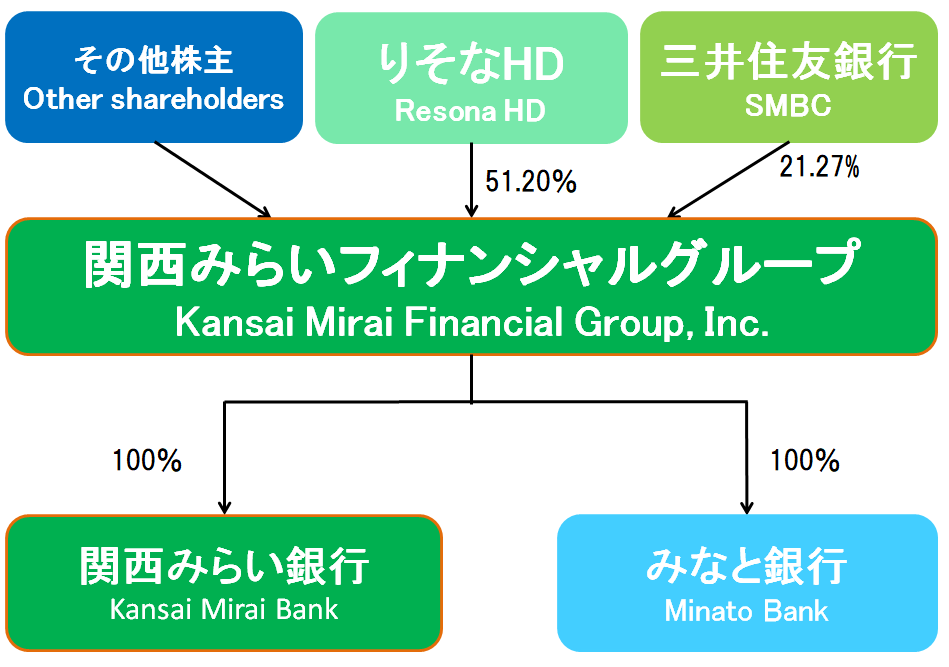
関西みらいフィナンシャルグループの出資構成（2019年4月時点）

2017年9月26日、この統合計画についてりそなホールディングス、三井住友フィナンシャルグループ、近畿大阪銀行、関西アーバン銀行及びみなと銀行の間で最終合意に至ったこと及び持株会社の社名を関西みらいフィナンシャルグループ（KMFG）とすることが公表された。KMFGは、東京証券取引所に上場している関西アーバン銀行及びみなと銀行と株式交換を行い、両行の既存株主にKMFGの株式を割り当てるとともに、東京証券取引所に上場する予定。2017年11月14日、KMFGを設立し、今後段階を踏んで経営統合、システム統合並びに近畿大阪銀行及び関西アーバン銀行の会社合併を行うことが公表されている。2018年2月20日、株式公開買付けにより、それぞれ議決権所有割合ベースでみなと銀行の株式を15.08%、関西アーバン銀行の株式を15.07%取得した。同日、関西アーバン銀行の第一種優先株式全ても、三井住友銀行から取得している。
なお、2021年4月1日、親子上場の解消と経営体制の強化を目的に完全子会社としている。
2024年4月1日、グループに於ける連結運営の更なる強化を目的にKMFGを吸収合併し、傘下2行を完全子会社化した。

## 関連会社

### 連結子会社

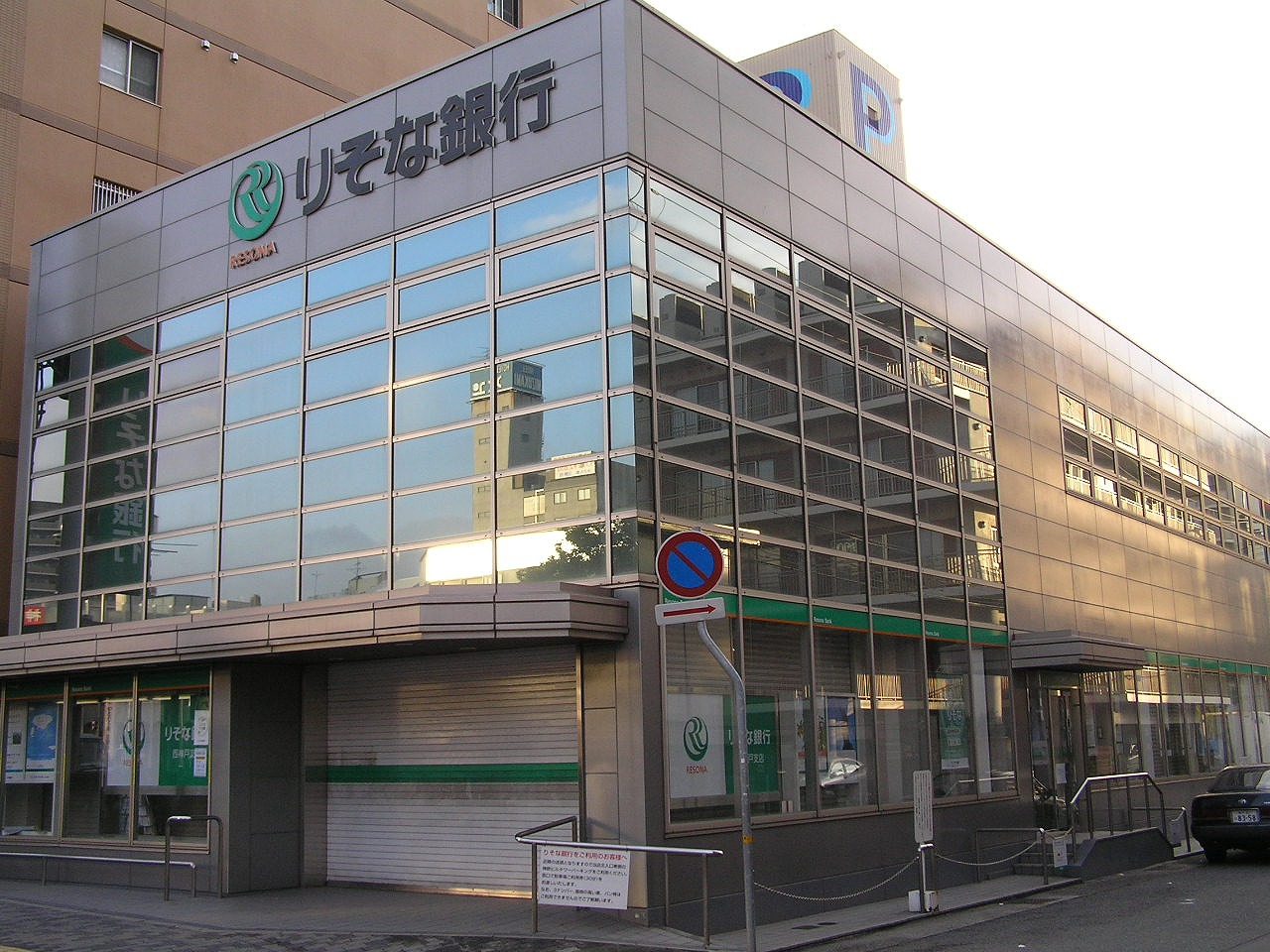
りそな銀行神戸支店旧店舗（2016年1月に現在地に移転するまで、使用していた）

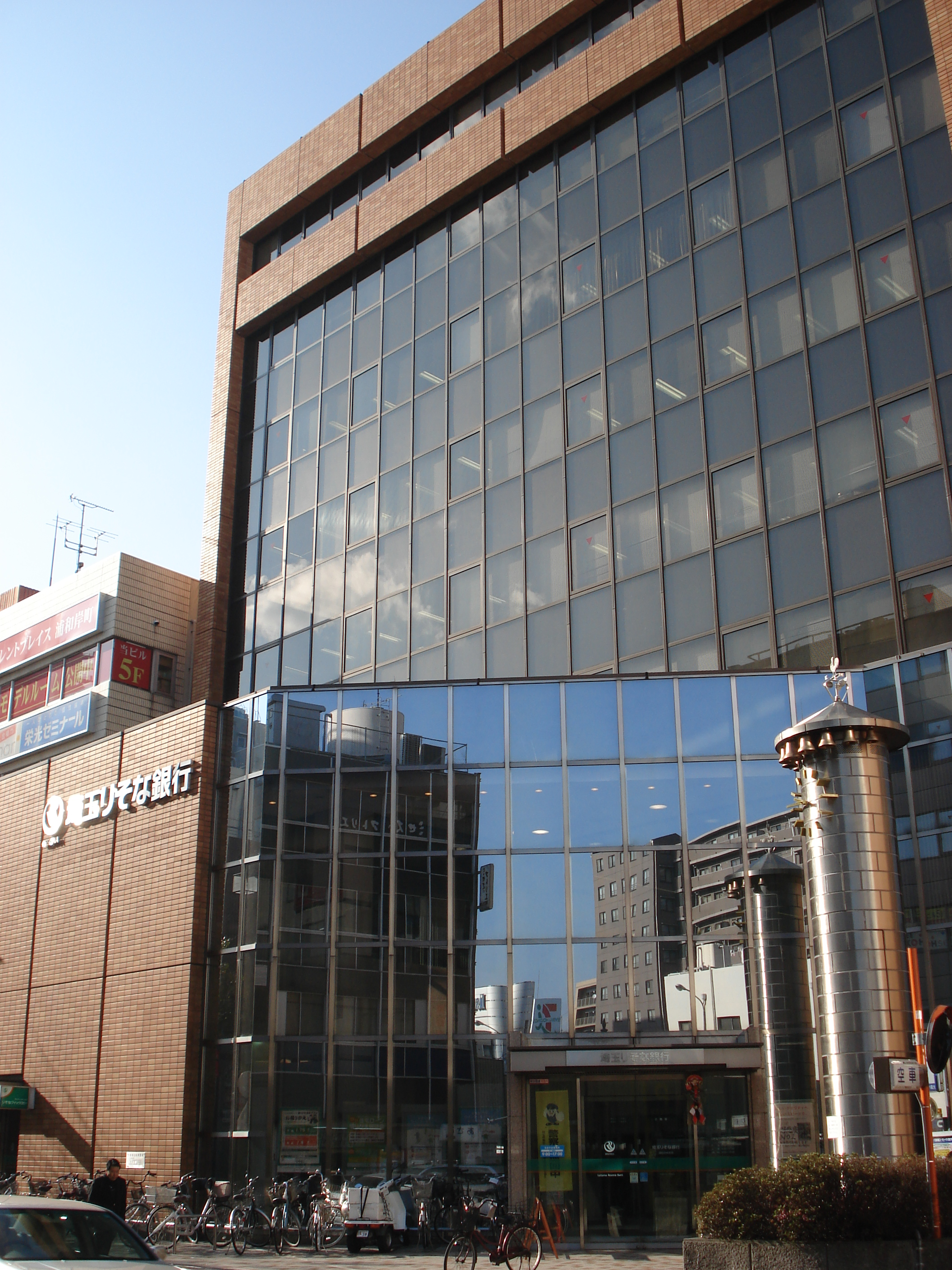
埼玉りそな銀行浦和中央支店

- りそな銀行 - 信託併営の都市銀行。旧大和銀行、旧奈良銀行および旧あさひ銀行の埼玉県以外の店舗の営業を継承。
- 埼玉りそな銀行 - 埼玉県内トップシェアの都市銀行。旧あさひ銀行の埼玉県内の営業および東京都内の一部の営業を継承。
- 関西みらい銀行 - 近畿最大の地方銀行。
- みなと銀行 - 兵庫県を地盤とする第二地方銀行。
- りそな保証 - 住宅ローン等の信用保証事業。
- 関西みらい保証
- みなと保証
- りそな決済サービス - ファクタリング等の決済コンサルティング事業。
- りそなカード - クレジットカード事業および無担保ローンの信用保証事業。
- みなとカード
- りそなキャピタル - ベンチャーキャピタル事業。
- みなとキャピタル
- りそな総合研究所 - シンクタンク事業。
- りそなビジネスサービス - 事務等受託および職業紹介事業。
- りそなアセットマネジメント - 投資信託運用事業[49]。
- りそな不動産投資顧問
- りそな企業投資
- りそなリース - リース事業。
- 関西みらいリース
- みなとリース
- りそなイノベーションパートナーズ
- りそなデジタルハブ
- FinBASE
- Loco Door
- 地域デザインラボさいたま
- 首都圏アグリファーム
- みなとリテールパートナーズ
- りそなみらいズ
- みなとシステム
- りそなプルダニア銀行（P.T.Bank Resona Perdania）
- りそな・インドネシア・ファイナンス （P.T.Resona Indonesia Finance）
- りそなマーチャントバンクアジア（Resona Merchant Bank Asia Limited）

### 持分法適用関連会社
- 日本カストディ銀行
- エヌ・ティ・ティ・データ・ソフィア
- ディアンドアイ情報システム
- デジタルガレージ

## 海外拠点
- 香港
  - 香港駐在員事務所
- 中国
  - 上海駐在員事務所
- タイ 　　　　　　　 　
  - バンコック駐在員事務所
- シンガポール
  - りそなマーチャントバンクアジア(現法)
- インドネシア 　　   　
  - りそなプルダニア銀行(現法)
  - チカラン出張所
  - カラワン出張所
  - MM2100 出張所
  - スラバヤ支店
  - バンドン支店
  - りそな・インドネシア・ファイナンス
- ベトナム
  - ホーチミン駐在員事務所
- 中華民国(予定)
- マレーシア(予定)

## 海外提携銀行
- アメリカ合衆国
  - バンク・オブ・ザ・ウェスト
- 香港
  - 東亜銀行
- 中国
  - 東亜銀行
  - 中国銀行
  - 中国建設銀行
  - 中国工商銀行
  - 交通銀行
- 韓国
  - KEBハナ銀行
- 台湾
  - 兆豊国際商業銀行
- タイ
  - バンコク銀行
- ベトナム
  - サコム銀行
  - ベトナム投資開発銀行
- ミャンマー
  - ミャンマー・アペックス銀行
- ラオス
  - パブリック銀行
- カンボジア
  - パブリック銀行
- フィリピン
  - リサール商業銀行
  - フィリピン経済区庁
- マレーシア
  - パブリック銀行
- シンガポール
  - ユナイテッド・オーバーシーズ銀行
- インド
  - インドステイト銀行
  - アクシス銀行
  - イエス銀行

## 親密企業
- 野村證券 - 野村銀行(旧大和銀行、現りそな銀行)の証券部門が独立。
- 野村信託銀行
- 野村不動産
- 野村総合研究所
- T&Dフィナンシャル生命
- あいおいニッセイ同和損害保険
- 以上の企業は旧野村財閥に属した。

## テレビ番組
- 日経スペシャル ガイアの夜明け りそな攻防200日 〜実質国有化で再生できるか〜（2003年12月9日、テレビ東京）[50]
- 日経スペシャル カンブリア宮殿 銀行の常識は世間の非常識だ！ 元鉄道マンが挑む銀行革命（2009年12月7日、テレビ東京）[51]